# Атлантис (вспомогательный крейсер)
«Атла́нтис» (нем. Hilfskreuzer Atlantis) — немецкий вспомогательный крейсер времён Второй мировой войны. «Атлантис» был переоборудован из грузового судна «Гольденфельс» (нем. Goldenfels) вскоре после начала войны. В конце марта 1940 года он вышел в рейдерский поход, прорвал блокаду Северной Атлантики и бороздил морские коммуникации в водах Атлантического, Индийского и Тихого океанов. Корабль провёл в своём единственном походе 622 дня, за это время пройдя 102 000 морских миль, захватив или потопив 22 судна общим водоизмещением более 144 000 брутто-регистровых тонн (лучший результат из всех надводных кораблей кригсмарине) и установив 92 мины у побережья Южно-Африканского Союза.

## Подготовка к походу
Грузовое судно «Гольденфельс» (Золотая Скала) было построено в 1937 году на бременской верфи «Bremer Vulkan» для судовладельческой компании «Hansa Line». Судно водоизмещением 17600 тонн с одной дымовой трубой в средней части, развивавшее скорость до 17,5 узлов, имело длину 155 м, ширину 18,7 м и осадку 8,7 м. После начала войны оно было реквизировано ВМФ Германии. Перестройка судна во вспомогательный крейсер началась 5 сентября 1939 года под руководством корветтен-капитана Бернхарда Рогге на бременской верфи «Deutsche Schiff- und Maschinenbau AG». В процессе работ возникали проблемы проектирования (из-за уничтожения после Версальского договора документов, связанных с рейдерами Первой мировой войны, рейдеры создавались заново) и снаряжения (во многом из-за секретности проекта) корабля. Решая их, Рогге дважды посетил контр-адмирала Нергера, командовавшего вспомогательным крейсером «Волк» во время прошлой мировой войны; также он консультировался с командирами других перестраиваемых рейдеров на верфи «Blohm + Voss» в Гамбурге.
Корабль был оборудован: двумя шестицилиндровыми дизельными двигателями MAN, дававшими возможность пройти 60 000 миль без дополнительной бункеровки; вооружён шестью 150- и одним 75-миллиметровым (для предупредительных выстрелов) орудиями; двумя спаренными 37-миллиметровыми и четырьмя 20-миллиметровыми зенитными орудиями; четырьмя торпедными аппаратами; девяносто двумя морскими минами EMC; двумя самолётами Heinkel He 114 в переделанном под ангар трюме № 2 (второй самолёт, несмотря на протесты Рогге, был передан рейдеру в разобранном виде с мотивировкой о их нехватке в рейхе); были оборудованы фальшивые борта, с помощью системы противовесов открывающиеся вверх; имелась ложная разбираемая дымовая труба; телескопические мачты; деревянные орудия; ложные орудийные платформы; большие ящики, изображающие палубный груз.
В июле 1939 года капитан Рогге получил назначение в случае начала войны принять командование над «HSK 2». В конце месяца он был назначен командиром учебного парусного судна «Альберт Лео Шлагетер», занимавшегося подготовкой старшин на Балтийском море. 25 августа «Шлагетер» получил приказ вернуться в порт, в первых числах сентября Рогге отправился в Бремен. Там он получил досье на всех членов будущего экипажа, которые в целях секретности были поселены в казарму школы старшин Бремерхафена. На пост старшего помощника был назначен профессор истории искусств, чьи знания в военно-морском деле не устроили Рогге. Дружба с корветтен-капитаном Винтером из отдела должностей офицерского состава в Вильгельмсхафене позволила Рогге выпросить на эту должность полиглота и доктора философии Ульриха Мора, сына своего друга, назначенного на плавучую базу. Первым офицером стал капитан-лейтенант Эрих Кюн; штурманом — капитан торгового флота Пауль Каменц, артиллерийским офицером — лейтенант Лоренц Кэш. Также на корабль были назначены несколько капитанов и старпомов торгового флота, которые должны были вести к родным берегам призовые суда. Больше ста первоначально приписанных к кораблю старшин и матросов, по настоянию Рогге, были заменены; в частности, он добился перевода на рейдер с Балтики двенадцати старшин «Шлагетера». Экипаж был размещён на корабле следующим образом: каждый офицер получил отдельную каюту; главстаршины жили в каютах по одному или по двое; старшины расположились в кубриках на 4 или 8 человек; матросы спали в кубриках на 18—50 человек по возможности рядом с боевым постом, 50 из них получили гамаки, остальных смогли разместить на койках.
19 декабря 1939 года, после 14 недель на верфи и почти 400 000 затраченных человеко-часов, коммерческий рейдер был введён в строй под данным ему Рогге именем «Атлантис». Через 2 дня, когда 80% экипажа уже находилось на борту, корабль провёл первые мореходные испытания на Везере. 28 декабря «Атлантис» вышел из Бремена в Киль и ночью сел на мель. Через 6 часов прилив освободил рейдер, однако судьба капитана висела на волоске: за четверть века до этого севший на мель у немецких берегов «Волк» лишился капитана с мотивировкой «невезучий». Однако, несмотря на суеверность фюрера, Рогге не пострадал от ошибки лоцмана. 31 января в обстановке секретности корабль проинспектировал гросс-адмирал Редер. К началу весны «HSK 2» был готов к походу, в целях контрразведки Рогге заказал установку мишеней у Пиллау. 11 марта вместе с «Орионом» и «Виддером» «Атлантис» прошёл через Кильский канал под камуфляжем, после чего бросил якорь в небольшом заливе Зюдерпип на западном побережье Шлезвиг-Гольштейна. Там была снята вторая труба и рейдер был замаскирован под 5749-тонное норвежское судно «Кнут Нельсон».

## Боевые действия

### Рейдерский поход

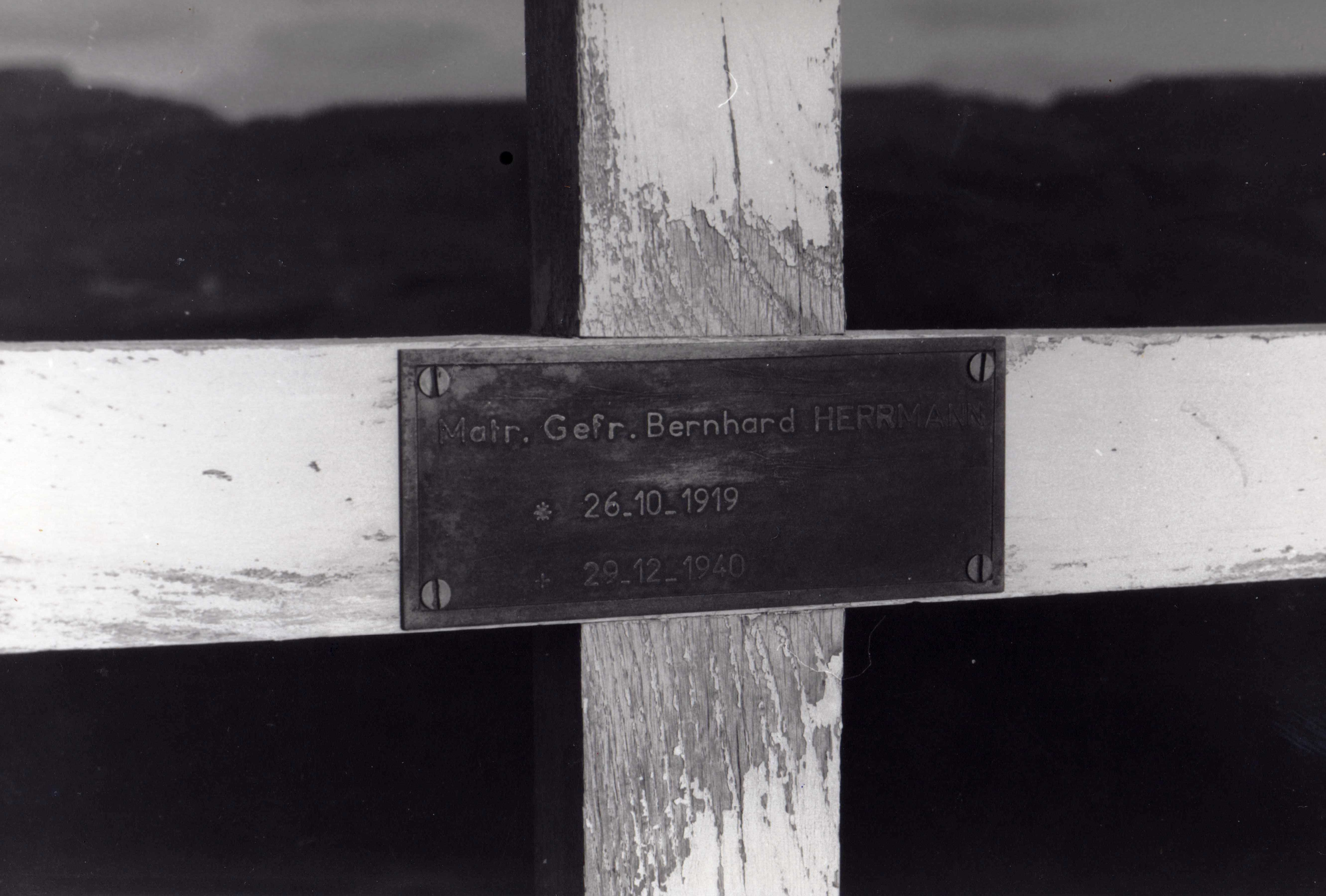
Крест над могилой старшего матроса Германна с вспомогательного крейсера «Атлантис» на архипелаге Кергелен, 1940

Будучи одним из первых вспомогательных крейсеров Германии во Второй мировой войне, «Атлантис» покинул свою базу 6 апреля 1940 года под командованием капитана цур зее Бернгарда Рогге. Маскируясь сперва под норвежское судно «Кнут Нельсон», затем под советский теплоход «КИМ», «Атлантис» первым из рейдеров вышел в Атлантический океан.
- 18 апреля 1940 года «Атлантис» получил задание выйти на судоходную трассу «Кейптаун — Фритаун», чтобы отвлечь часть сил Королевского ВМФ Великобритании от берегов Германии.
- Вечером 10 мая у мыса Игольный близ побережья Южной Африки «Атлантис» выставил 92 мины.
- С мая по сентябрь 1940 года «Атлантис» действовал в Индийском океане, замаскировавшись под голландское судно «Аббекерк» (нидерл. MV Abbekerk), затем под норвежское судно «Тарифа» (норв. MS Tarifa).
- С октября 1940 г. по ноябрь 1941 г. «Атлантис» вёл рейдерство в Тихом океане.
- 14—16 февраля «Атлантис» встретился с «Адмиралом Шеером», который при этом заправился дизтопливом из танков «Кетти Брёвиг» (норв. DT Ketty Brøvig), несмотря на сообщение из штаба о том, что данное топливо «карманному линкору» не подходит.
- 17 мая «Атлантис» повстречал британские корабли: линкор «Нельсон» и авианосец «Игл», которые не обратили на него внимания.
- 21 ноября 1941 года в Южной Атлантике, проводя заправку подводной лодки U-126, «Атлантис» был обнаружен палубным самолётом британского тяжелого крейсера «Девоншир». Вскоре появился и сам крейсер и потребовал у «Атлантиса» специальный опознавательный сигнал. Команда рейдера попыталась изобразить сигнал голландского судна «Polyphemus» (Полифем), однако на «Девоншире» этот сигнал определили как ложный. Не подпуская рейдер к себе на близкое расстояние, британский крейсер огнём из 8-дюймовых орудий главного калибра, потопил «Атлантис» и не стал подбирать людей из воды, опасаясь торпед субмарины (у U-126 в это время на борту не было командира). После всплытия ПЛ подобрала оставшихся в живых и взяла на буксир спасательные шлюпки с «Атлантиса». К ней на помощь поспешили U-129 и U-124. Спасшихся доставили на судно снабжения «Питон», который 1 декабря был потоплен в аналогичной ситуации крейсером «Дорсетшир». После продолжительного плавания на шлюпках 4-х немецких и 4-х итальянских подводных лодок части экипажа удалось вернуться в Германию.

### Результаты
22 судна захвачено и потоплено:
| Имя               | Тип                | Принадлежность | Дата             | Тоннаж (БРТ) | Груз                                                                                           | Судьба |
| Scientist         | грузовое судно     | Великобритания | 3 мая 1940       | 6 200        | медь, руда, асбест, кожа, продовольствие                                                       | потоплен |
| Tirranna          | грузовое судно     | Норвегия       | 10 июня 1940     | 7 230        | пшеница, мука, шерсть                                                                          | захвачен, отправлен как приз                                                                                       |
| City of Bagdad    | грузовое судно     | Великобритания | 11 июля 1940     | 7 505        | кокс, стальной металлопрокат, химикаты, виски, всего 9 324 тонны грузов                        | потоплен |
| Kemmendine        | грузовое судно     | Великобритания | 13 июля 1940     | 7 769        | небольшое количество алкоголя                                                                  | потоплен |
| Talleyrand        | грузовое судно     | Норвегия       | 2 августа 1940   | 6 730        | шерсть, пшеница, сталь, древесина                                                              | захвачен, потоплен из-за недостатка топлива                                                                        |
| King City         | грузовое судно     | Великобритания | 24 августа 1940  | 4 745        | уголь, кокс                                                                                    | потоплен |
| Athelking         | танкер             | Великобритания | 9 сентября 1940  | 9 557        |                                                                                                | потоплен |
| Benarty           | грузовое судно     | Великобритания | 10 сентября 1940 | 5 800        | вольфрам, цинк, парафин, кожа, фасоль, чай, почта и документы                                  | потоплен |
| Commissaire Ramel | пассажирское судно | Франция        | 20 сентября 1940 | 10 061       | жир, кожа, мыло, фрукты, джем                                                                  | потоплен |
| Durmitor          | грузовое судно     | Югославия      | 22 октября 1940  | 5 620        | 8 200 тонн соли                                                                                | захвачен |
| Teddy             | танкер             | Норвегия       | 9 ноября 1940    | 6 750        | 10 000 тонн машинного масла                                                                    | захвачен, в итоге потоплен                                                                                         |
| Ole Jacob         | танкер             | Норвегия       | 10 ноября 1940   | 8 305        | 10 000 тонн авиационного бензина                                                               | захвачен |
| Automedon         | грузовое судно     | Великобритания | 11 ноября 1940   | 7 530        | сборный груз, в том числе продовольствие, почта, техника, предметы быта, виски, сигареты, сидр | потоплен |
| Mandasor          | грузовое судно     | Великобритания | 24 января 1941   | 5 144        | продукты, стрелковое оружие                                                                    | потоплен |
| Speybank          | грузовое судно     | Великобритания | 31 января 1941   | 5 150        | руда редких металлов, древесина                                                                | захвачен |
| Ketty Brøvig      | танкер             | Норвегия       | 2 февраля 1941   | 7 300        | 6 000 тонн мазута, 4 000 тонн дизельного топлива                                               | захвачен |
| Zam Zam           | пассажирское судно | Египет         | 17 апреля 1941   | 8 299        | пассажиры из США                                                                               | потоплен, пассажиры доставлены на транспорте снабжения «Дрезден» в нейтральный порт (140 американских миссионеров) |
| Rabaul            | грузовое судно     | Великобритания | 14 мая 1941      | 6 810        | уголь, штучные товары                                                                          | потоплен |
| Trafalgar         | грузовое судно     | Великобритания | 24 мая 1941      | 4 530        | уголь, штучные товары, в том числе два самолёта                                                | потоплен |
| Tottenham         | грузовое судно     | Великобритания | 17 июня 1941     | 4 760        | самолёты, запчасти, обмундирование, автомобили                                                 | потоплен |
| Balzac            | грузовое судно     | Великобритания | 22 июня 1941     | 5 372        | продовольствие, древесина, воск                                                                | потоплен |
| Silvaplana        | грузовое судно     | Норвегия       | 10 сентября 1941 | 4 793        | саго, каучук, шкуры, специи                                                                    | захвачен |

### Общие
- Alfonso Arenas, Jonathan Ryan. Hilfskreuzer (Auxiliary Cruiser / Raider) Atlantis (англ.) (html). Bismarck & Tirpitz. — на основе «German Raiders of World War II» (August Karl Muggenthaler) и «The Secret Raiders» (David Woodward). Дата обращения: 8 мая 2010. Архивировано 4 марта 2012 года.
- Atlantis (HSK 2) (англ.). German Naval History. Дата обращения: 8 мая 2010. Архивировано 4 марта 2012 года.
- Automedon (англ.) (html). merchant navy officers. Дата обращения: 3 мая 2010. Архивировано из оригинала 19 ноября 2010 года.
- Фотографии корабля (нем.) (htm). ddghansa-shipsphotos.de. Дата обращения: 3 мая 2010. Архивировано 4 марта 2012 года.

### Видеозаписи с «Атлантиса»
- Потопление нескольких кораблей (нем.). youtube. Дата обращения: 8 мая 2010.
- 1941-02-05 Die Deutsche Wochenschau Nr. 544. «Атлантис» в тропиках (нем.). youtube. Дата обращения: 8 мая 2010.